# Ele Keats
Ele Keats (születési nevén Elemy Georgescu, Párizs, Franciaország, 1973. augusztus 24.– ) román származású amerikai színművész, modell és ékszertervező. Hazájában színpadon, mozifilmekben és televíziós produkciókban – köztük száznál több tévéreklámban – is szerepelt; a közreműködésével készült filmek közül Európában talán az 1991-es Krumplirózsa és az 1993-as Életben maradtak a legismertebb. 

## Színészi pályája
Sacha Georgescu román származású reklámszövegíró és Jan McGuire lányaként született Párizsban, fiatalkorát részben Európában, részben Amerikában töltötte. Tinimodellként indult a karrierje, majd 15 évesen szerepet kapott egy Pepsi-reklámban. Ennek hatására hamar kedvelt arca lett az amerikai tévéknek, néhány év leforgása alatt száznál több reklámfilmben működött közre, illetve kisebb televíziós szerepajánlatokkal is egyre többször találták meg. 18 évesen állandó szereplője lett egy televíziós napi sorozatnak – ahol egy várandós tizenévest játszott, és ugyanabban az évben megkapta első komolyabb filmszerepét is, a The Rocketeer című filmben.
Még ugyanabban évben, 1991-ben szerepet kapott Garry Marshall Krumplirózsa (eredeti címén Frankie and Johnny) című romantikus filmvígjátékában, ahol olyan világsztárokkal játszhatott együtt, mint Al Pacino és Michelle Pfeiffer. Játszott a Rikkancsok (Newsies) című Disney-filmben, Christian Bale partnereként, a következő évben pedig a valós eseményeket – egy húsz évvel korábban megtörtént dél-amerikai repülőszerencsétlenséget – feldolgozó Életben maradtakban kapta meg az egyik főszereplő – az Ethan Hawke által megformált Fernando Parrado – húga, Susana szerepét.
A 2000-es évtized elején jelentősebb szerepe volt Steven Soderbergh Eros című filmjében (Robert Downey Jr. partnereként), amelynek bemutatója a 2004-es velencei filmfesztiválon volt. Több epizódszerepben bukkant fel a CSI: A helyszínelők, a CSI: New York-i helyszínelők bűnügyi sorozatokban és más, főleg Amerikában vetített televíziós produkciókban, illetve a 2010-es években kipróbálta magát horrorfilmekben is.

## Ékszertervezőként
Színészi munkája mellett 2005 óta foglalkozik ékszerkészítéssel is, termékeit saját neve alatt (Ele Keats Jewelry hozza forgalomba. Leginkább olyan ásványokból készít ékszereket, amelyek a közhiedelem szerint kapcsolatban állnak majdani viselőik születési horoszkópjával, illetve súlyt fektet arra, hogy csak olyan anyagokat használjon fel, melyek kitermelésekor a természetet sem szennyezték, és a bányamunkásokat sem zsákmányolták ki. Ékszerei gyakran megjelennek magazinokban és tévéműsorokban egyaránt, viselői között számos híresség található meg, mint például Diane Keaton, Elizabeth Berkley, Laura Dern, Stefanie Scott, Cameron Diaz és Mandy Moore.

## Magánélete
Ele vegán életmódot folytat, több mint két évtizede foglalkozik jógával és meditációval. Nővére, Caitlin Keats és egyik unokatestvére, Illeana Douglas is színésznőként dolgozik, utóbbival közösen szerepeltek az Életben maradtak című filmben.

## Fordítás
Ez a szócikk részben vagy egészben  az   Ele Keats című angol Wikipédia-szócikk fordításán alapul.  Az eredeti cikk szerkesztőit annak laptörténete sorolja fel. Ez a jelzés csupán a megfogalmazás eredetét és a szerzői jogokat jelzi, nem szolgál a cikkben szereplő információk forrásmegjelöléseként.

## Külső hivatkozások
- Hivatalos oldal
- Ele Keats a PORT.hu-n (magyarul)
- Ele Keats az Internetes Szinkronadatbázisban (magyarul)
- Ele Keats az Internet Movie Database-ben (angolul)
- Ele Keats a Rotten Tomatoeson (angolul)